# کریستین تراورسو
کریستین تراورسو (انگلیسی: Cristian Traverso؛ زادهٔ ۱۷ آوریل ۱۹۷۲) بازیکن فوتبال اهل آرژانتین است.
از باشگاه‌هایی که در آن بازی کرده‌است می‌توان به باشگاه فوتبال کرتارو، باشگاه فوتبال اونیورسیداد شیلی، باشگاه فوتبال بوکا جونیورز، و باشگاه فوتبال آرژانتینوس جونیورز اشاره کرد.